# Dietrich von Sachsen
Dietrich, auch Theodericus oder Thiedrich († 6. März 995) war ab 982 Pfalzgraf von Sachsen.
Als Eltern gelten Waldered und Bertha (beide † um 984) (R. Schölkopf vermutet als Vater den Pfalzgrafen Adalbero von Sachsen).
984 versuchte er vergeblich, die Gunst des Herzogs Heinrich, des „Zänkers“, nach dessen Haftentlassung auf seinem Zug nach Sachsen zu erlangen. Zusammen mit seinem Bruder Siegbert (Sicco I., Sibertus, Sigibertus, auf der Asselburg) baten sie ihn in Corvey barfüßig um Verzeihung.
Nach einer Königsurkunde vom 10. August 990 besaß Sicco I. die Grafschaft im Liesgau und Dietrich die Grafschaft in Ostfalen mit der stark befestigten Mundburg.

## Ehe und Kinder
Er heiratete Fritheruna, evtl. Tochter des Pfalzgrafen Adalbero (möglicherweise werden auch beider Eltern vertauscht.)
- Siegbert
- Bernward, Bischof von Hildesheim (* ca. 960; † 20. November 1022 in Hildesheim)
- Tammo (Thankmar) († 1037), Graf in Astfala und Hessengau
- Thietburg
- Judith, Äbtissin von Ringelheim
- Unwan, Erzbischof von Hamburg-Bremen († 27. Januar 1029)